# Johann Michael Lang
Johann Michael Lang (* 9. März 1664 in Etzelwang; † 10. Januar 1731 in Prenzlau) war ein deutscher lutherischer Theologe, Geistlicher und Hochschullehrer.

## Leben
Lang war Sohn des Pfarrers Georg Christoph Lang, der ihm die notwendige Ausbildung zum Universitätsstudium selbst erteilte. 1682 wurde er an der Universität Altdorf immatrikuliert. Er nahm das Studium der Philologie, Theologie und Medizin auf. 1687 erlangte er in Altdorf sowohl den Magistergrad, als auch die Auszeichnung als Poeta Laureatus. 1688 kam er an die Universität Jena, an der er insbesondere unter dem Einfluss von Johann Wilhelm Baier stand. Er stieg in Jena 1690 zum Adjunkt der Philosophischen Fakultät auf und hielt sowohl philosophische als auch theologische Vorlesungen. In seine Heimat zurückgekehrt, erhielt er 1692 eine Stelle als Pfarrer von Vohenstrauß. Dort blieb er allerdings nur bis 1694. In diesem Jahr ging er an die neugegründete Universität Halle, an der er mit der Arbeit De efficacia verbi et sacr. per homines malos administratorum zum Lic. theol. promoviert wurde.
Lang wurde 1797 als ordentlicher Professor der Theologie an die Altdorfer Universität berufen. Er übernahm die Professur, die zuvor Johann Fabricius innehatte, zudem wurde er im selben Jahr zum Dr. theol. promoviert. 1698 erfolgte seine Aufnahme in den Pegnesischen Blumenorden unter dem Namen Polemian als Nr. 85, 1704 wurde auch seine Frau Dorothea unter dem Namen Doris (Nr. 91) aufgenommen. Zudem war Lang ein beliebter Prediger. Ab 1698 war er Diakon, ab 1706 Archidiakon in Altdorf. Nachdem Lang 1703 den Separatisten und Pietisten Johann Georg Rosenbach, 1705 den Chiliasten Johann Wilhelm Petersen bei sich aufgenommen hatte und weitere Verdächtigen laut wurden, Lang gehöre eben diesen Strömungen an, geriet dieser in Streit mit seinem Fakultätskollegen Christoph Sonntag und darüber hinaus mit anderen deutschen Theologen wie Sebastian Edzardus. Die Streitigkeiten gipfelten schließlich darin, dass Lang nach diversen Untersuchungen und Gutachten auf eigenen Wunsch am 16. September 1709 von seiner Professur und dem Predigeramt enthoben wurde.
Lang folgte daraufhin noch 1709 einem Ruf des Königs Friedrich I. in  Preußen und übernahm die Stelle des Inspektors und Pastor Primarius in Prenzlau. Dort wirkte er noch über 20 Jahre.

## Werke (Auswahl)
- De analyseos speciosae et methodi physicorum, cumprimis recentiorum, analogia, Altdorf 1687.
- De Philosophiae naturalis praecipuo fructu, Jena 1688.
- Kern des wahren Christenthums, 3 Bände, Nürnberg 1694–1696.
- De efficacia verbi et sacr. per homines malos administratorum, Halle an der Saale 1694.
- Examen Hyperdvliae Marianae, Das ist: Prob-Stein Der so genannten Marianischen Ehr und Ehren-Rettung: Welche D. Johann Adam Nieberlein, Hochfürstl. Eystettischer Geistlicher Rath und Stadt-Pfarrer zu Berching, Wider D. Joh. Michaelis Langens, SS. Theol. Prof. Altdorf Dissertationem De Fabvlis Mohammaedicis, Obigen Jahrs in den öffentlichen Druck hat kommen lassen, Frankfurt und Leipzig 1701.
- Exercitationes theologicae positivo-polemicae, revisae, passim auctae et indice duplici ornatae: numerus sacer sive septenarius..., Altdorf 1703.
- Gründlicher Beweiß, Daß die Divortia, Oder Ehscheidungen Jure Naturae verbothen seyn ...: Fürnehmlich entgegen gesetzet denen Haupt-Hypothesibus einer zu Halle unter dem Praesidio des hochberühmten JCti Halensis, Tit. Herrn J. H. Bohmeri gehaltenen Inaugural-Dissertation De Jure Principis Evangelici Circa Divortia, Das ist: Vom Recht Evangelischer Fürsten in Ehscheidungs-Sachen, Rüdiger, Berlin um 1720.